# Cor Varkevisser
Cor Varkevisser (Leiden, 14 mei 1982) is een Nederlandse (keepers)trainer en voormalig keeper in het betaald voetbal.
Varkevisser is geboren in Leiden maar groeide op in Katwijk, waar hij bij Quick Boys met voetballen begon. Feyenoord haalde hem vervolgens als jeugdspeler naar Rotterdam. Met het Nederlands voetbalelftal onder 18 nam hij deel aan het Europees kampioenschap voetbal onder 18 - 2000. Hij speelde in deze periode ook voor Jong Oranje. Hij verhuisde achtereenvolgens naar Excelsior en VVV-Venlo en stond van juli 2007 tot juli 2010 onder contract bij Sparta Rotterdam. 
Mede doordat Sparta degradeerde, kreeg Varkevisser daar geen contractverlenging. Vlak voor het begin van de competitie in augustus 2010 werd hij door Telstar als eerste doelman vastgelegd na het afhaken van de Braziliaanse keeper Mateus Versolato. In juli 2016 werd een terugkeer bij Quick Boys alsnog afgeblazen vanwege een knieblessure bij Varkevisser. Hierna beëindigde hij zijn loopbaan.
Hij werkte van 2017 tot 2020 als keeperstrainer voor Telstar.

## Clubstatistieken
| Seizoen | Club             | Duels | Goals | Competitie     |
| ------- | ---------------- | ----- | ----- | -------------- |
| 2000/01 | Feyenoord        | 0     | 0     | Eredivisie     |
| 2001/02 | Excelsior        | 2     | 0     | Eerste divisie |
| 2002/03 | Excelsior        | 11    | 0     | Eredivisie     |
| 2003/04 | Excelsior        | 36    | 0     | Eerste divisie |
| 2004/05 | Excelsior        | 21    | 0     | Eerste divisie |
| 2005/06 | VVV-Venlo        | 21    | 0     | Eerste divisie |
| 2006/07 | VVV-Venlo        | 6     | 0     | Eerste divisie |
| 2007/08 | Sparta Rotterdam | 3     | 0     | Eredivisie     |
| 2008/09 | Sparta Rotterdam | 9     | 0     | Eredivisie     |
| 2009/10 | Sparta Rotterdam | 2     | 0     | Eredivisie     |
| 2010/11 | Telstar          | 34    | 0     | Eerste divisie |
| 2011/12 | Telstar          | 25    | 0     | Eerste divisie |
| 2012/13 | Telstar          | 32    | 0     | Eerste divisie |
| 2013/14 | Telstar          | 33    | 0     | Eerste divisie |
| 2014/15 | Telstar          | 21    | 0     | Eerste divisie |
| 2015/16 | Telstar          | 2     | 0     | Eerste divisie |
| Totaal  | Totaal           | 258   | 0     |                |